# Adrien Partarrieu
Adrien Partarrieu, né en 1789 à Gorée au Sénégal et décédé le 22 juillet 1860 à Saint-Louis, est un explorateur français.

## Biographie
Interprète du major Gray dans une expédition au Fouta-Djalon (1817), René Caillié rejoint sa caravane en 1819.
En 1835, il accueille chez lui le botaniste Jean-Pierre Heudelot qu'il guide mais est mis à mort par les Hottentots dans le Fouta-Djalon.